# Вуэльта Испании 1941
Вуэльта Испании 1941 года — 3-я супервеломногодневка по дорогам Испании. Гонка возобновилась после 5-летнего перерыва из-за гражданской войны, в то время как мировая война привела к отмене практически всех престижных соревнований. По этой же причине Вуэльта была скудна на национальное разнообразие как никогда более: кроме 28 хозяев на старт вышли только 4 швейцарца. Победу в общем зачёте впервые одержал испанец, Хулиан Беррендеро, через год ему удалось повторить успех.

## Ход гонки
В отличие от прошлых лет, Вуэльта была перенесена с мая на июнь. Ведущие испанские гонщики разделились на 2 команды по любимому футбольному клубу: Хулиан Беррендеро, Фермин Труэба и Делио Родригес облачались в бело-голубые цвета «Испанского клуба Реал», а Висенте Карретеро и Антонио Эскурьет представляли красно-синюю «ФК Барселону». 1-й этап выиграл Беррендеро, на следующий день лидерство у него перехватил Родригес, однако запомнился Делио не этим. Из 22 этапов (номинально 21, 16-й разделён на 2 части) он выиграл 12 благодаря отменным спринтерским навыкам. После 4-го этапа на 1-е место вышел Труэба. На 14-м этапе в Кантабрийских горах он имел шанс обезопасить себя от главного преследователя, Беррендеро. Тот 5 раз прокалывал колёса и на Коль де Брагуа проигрывал Труэбе 9 минут, но, рискнув на спуске, он сократил отставание до двух минут. На 16-м этапе состоялась первая в истории Вуэльты гонка с раздельным стартом. В ней Беррендеро выиграл у Труэбы 4 минуты 41 секунду и оттеснил его на 2-е место общего зачёта. Он удержал лидерство до конца, опередив Труэбу всего на 1 минуту. До финиша добралась половина стартовавших, включая одного швейцарца.

## Этапы
| Этап | Маршрут                | Км       | Победитель этапа           | Лидер общего зачёта     |
| 1    | Мадрид-Саламанка       | 210      | Хулиан Беррендеро (ESP)    | Хулиан Беррендеро (ESP) |
| 2    | Саламанка-Касерес      | 214      | Антонио Монтес (ESP)       | Делио Родригес (ESP)    |
| 3    | Касерес-Севилья        | 270      | Делио Родригес (ESP)       | Делио Родригес (ESP)    |
| 4    | Севилья-Малага         | 212      | Антонио Эскурьет (ESP)     | Фермин Труэба (ESP)     |
| 5    | Малага-Альмерия        | 220      | Делио Родригес (ESP)       | Фермин Труэба (ESP)     |
| 6    | Альмерия-Мурсия        | 223      | Делио Родригес (ESP)       | Фермин Труэба (ESP)     |
| 7    | Мурсия-Валенсия        | 248      | Антонио Андрес Санчо (ESP) | Фермин Труэба (ESP)     |
| 8    | Валенсия-Таррагона     | 279      | Фермин Труэба (ESP)        | Фермин Труэба (ESP)     |
| 9    | Таррагона-Барселона    | 97       | Антонио Мартин (ESP)       | Фермин Труэба (ESP)     |
| 10   | Барселона-Сарагоса     | 306      | Делио Родригес (ESP)       | Фермин Труэба (ESP)     |
| 11   | Сарагоса-Логроньо      | 174      | Делио Родригес (ESP)       | Фермин Труэба (ESP)     |
| 12   | Логроньо-Сан-Себастьян | 209      | Делио Родригес (ESP)       | Фермин Труэба (ESP)     |
| 13   | Сан-Себастьян-Бильбао  | 160      | Федерико Эскуэрра (ESP)    | Фермин Труэба (ESP)     |
| 14   | Бильбао-Сантандер      | 213      | Фермин Труэба (ESP)        | Фермин Труэба (ESP)     |
| 15   | Сантандер-Хихон        | 192      | Делио Родригес (ESP)       | Фермин Труэба (ESP)     |
| 16а  | Хихон-Овьедо           | 53 (ITT) | Делио Родригес (ESP)       | Хулиан Беррендеро (ESP) |
| 16б  | Овьедо-Луарка          | 101      | Делио Родригес (ESP)       | Хулиан Беррендеро (ESP) |
| 17   | Луарка-Ла-Корунья      | 219      | Делио Родригес (ESP)       | Хулиан Беррендеро (ESP) |
| 18   | Ла-Корунья-Виго        | 178      | Делио Родригес (ESP)       | Хулиан Беррендеро (ESP) |
| 19   | Виго-Верин             | 178      | Делио Родригес (ESP)       | Хулиан Беррендеро (ESP) |
| 20   | Верин-Вальядолид       | 301      | Хулиан Беррендеро (ESP)    | Хулиан Беррендеро (ESP) |
| 21   | Вальядолид-Мадрид      | 198      | Висенте Карретеро (ESP)    | Хулиан Беррендеро (ESP) |

## Итоговое положение
| №  | Гонщик                     | Время     |
| -- | -------------------------- | --------- |
| 1  | Хулиан Беррендеро (ESP)    | 168:45.26 |
| 2  | Фермин Труэба (ESP)        | +1.07     |
| 3  | Хосе Хабардо (ESP)         | +6.32     |
| 4  | Делио Родригес (ESP)       | +29.17    |
| 5  | Антонио Андрес Санчо (ESP) | +35.40    |
| 6  | Антонио Эскурьет (ESP)     | +35.57    |
| 7  | Антонио Мартин (ESP)       | +46.04    |
| 8  | Висенте Карретеро (ESP)    | +54.25    |
| 9  | Хосе Кано (ESP)            | +1:05.40  |
| 10 | Мануэль Искьердо (ESP)     | +1.24.13  |

| № | Гонщик                  | Очки |
| - | ----------------------- | ---- |
| 1 | Фермин Труэба (ESP)     | 32   |
| 2 | Хулиан Беррендеро (ESP) | 31   |
| 3 | Каетано Мартин (ESP)    | 15   |